# Pablo Seisdedos
Seisdedos  Duque est un nom espagnol. Le premier nom de famille, en général paternel, est Seisdedos ; le second, en général maternel, souvent omis, est Duque.
Pablo Jacob Seisdedos Duque (né le 26 janvier 1988) est un coureur cycliste chilien, qui participe à des compétitions sur route et sur piste. Il a notamment été médaillé d'or de la poursuite par équipes aux championnats panaméricains de cyclisme de 2012 et médaillé d'or de la course scratch aux championnats panaméricains de 2009.

## Palmarès sur piste

### Championnats du monde
- Ballerup 2010
  - 16e de la course scratch[1].
- Apeldoorn 2011
  - 14e de la poursuite par équipes (avec Luis Mansilla, Antonio Cabrera et Luis Fernando Sepúlveda) (éliminé au tour qualificatif)[2].
- Melbourne 2012
  - 12e de la poursuite par équipes (avec Luis Fernando Sepúlveda, Antonio Cabrera et Gonzalo Miranda) (éliminé au tour qualificatif)[3].

### Championnats panaméricains
- Valencia 2007
  -  Médaillé d'argent du kilomètre.
- México 2009
  -  Médaillé d'or de la course scratch.
  -  Médaillé d'argent de la poursuite par équipes (avec Luis Mansilla, Antonio Cabrera et José Medina).
  -  Médaillé d'argent de l'omnium.
- Aguascalientes 2010
  -  Médaillé d'argent de la poursuite par équipes (avec Enzo Cesario, Antonio Cabrera et Luis Mansilla).
  - Cinquième de la course aux points[4].
  - Sixième de la course scratch[5].
- Medellín 2011
  -  Médaillé d'argent de la course aux points.
  - Quatrième de la course scratch[6].
- Mar del Plata 2012
  -  Médaillé d'or de la poursuite par équipes (avec Antonio Cabrera, Gonzalo Miranda et Luis Fernando Sepúlveda).
  -  Médaillé d'argent de la course scratch.
- Mexico 2013
  -  Médaillé de bronze de l'omnium.
  - Septième de la poursuite individuelle[7].
- Mexico 2014
  - Cinquième de la poursuite individuelle[8].
- Aguascalientes 2018
  - Huitième de la poursuite par équipes[9].
- Cochabamba 2019
  - 11e de la course scratch[10].

### Jeux panaméricains
- Guadalajara 2011
  -  Médaillé d'argent de la poursuite par équipes (avec Antonio Cabrera, Gonzalo Miranda et Luis Fernando Sepúlveda).
- Lima 2019
  -  Médaillé de bronze de la poursuite par équipes (avec Antonio Cabrera, José Luis Rodríguez et Felipe Peñaloza).

### Jeux sud-américains
- Medellín 2010
  -  Médaillé de bronze de l'omnium.
- Cochabamba 2018
  -  Médaillé d'argent de la poursuite par équipes (avec Claudio García, Felipe Peñaloza et Luis Fernando Sepúlveda).
- Asuncion 2022
  -  Médaillé de bronze de la poursuite par équipes

## Palmarès sur route

### Par années
- 2009
  - 4e étape du Tour de Mendoza
- 2014
  - 1re étape du Tour de la Région du Maule
  - 3e du championnat du Chili du contre-la-montre
- 2016
  - Vuelta Maule Centro
- 2017
  - Ascensión a los Nevados de Chillán :
    - Classement général
    - 2e étape